# Syngonanthus weddellii
Syngonanthus weddellii är en gräsväxtart som beskrevs av Harold Norman Moldenke. Syngonanthus weddellii ingår i släktet Syngonanthus och familjen Eriocaulaceae.

## Underarter
Arten delas in i följande underarter:
- S. w. gracilis
- S. w. weddellii